# 内置函数
在计算机软件以及编译器理论中，内置函数是一种在特定编程语言中可直接使用的函数（子程序），這些函數由系統自帶並且已定義好功能。其实现由編譯器特别处理。